# Giave
Giave är en ort och kommun i provinsen Sassari i regionen Sardinien i Italien. Kommunen hade 522 invånare (2017).